# MIEV
MIEV (Mitsubishi In-wheel motor Electric Vehicle) ili MiEV (Mitsubishi innovative Electric Vehicle) (Mitsubishi eletrično vozilo s motorom u kotaču ili mistubishijevo novatorsko električno vozilo= je ime za sistem električnih i hibridnih vozila koje je proizvela japanska tvrtka automobila Mitsubishi Motors (MMC)
Od kasne 2006. godine prema izvještaju tvrtke Mitsubishi “MiEV” obuhvaća sve sisteme koje je razvila tvrtka za alterativni pogon: eletrične i elektroničke sisteme, litijumske baterije, eletrični pogon u kotaču, i druge tehnologije koje su srodne s eletričnim automobilima,, hibridno električnim automobobilima, te automobilima s gorivnim čelijama.
Mitsubishiev motor u kotaču prvi put je bio izveden na prototipu Mitsubishi Colt EV koji je bio zasnovan na šasiji Colta, i prvi put je bio prikazan na Tokijskom sajmu automobila 2005. godine. Ovaj automobil je imao broj litij-ionskh baterija koji je pogodnio električni motor koji je bio ugrađen u kotaču. Kasniji prototipovi električnih vozila uklučivali su 200 kW Lancer Evolution, te minijaturni automobil na baterijskih pogon  Mitsubishi i kei car (i-MIEV).
Automobil Mitsubishi i-MiEV prvo se počeo prodavati japanskim kompanijama koje se bave iznamljivanjem automobila u srpnju 2009., dok na širem japanskom tržištu prodaja je počela 1. travnja 2010. po cijeni od 4 milijuna jena.
(~USD43,000). Nakon što je japanska vlada uvela poticaj, cijena ovog automobila je pala na 2,8 milijuna jena.(~USD$30,500). Prodaja na tržištima van Japana je započela u listopadu 2010. Prodaja u  Irskoj i Velikoj Britaniji započela je u siječnju 2011.

## Tehnologija
MIEVov motor je izrađen tako što se koristi motor rotor koji je postavljen u kotač vozila kao i stator motora dok je nosač rotora, nosač statora i pretvarač nalaze odmah iza disk kočnica. Baterije se mogu puniti preko običnog 15 15 A/200 V automobilskog punjača u roku od sedam sati, dok s trofaznim punjačem za punjenje je potrebno 25 minuta do kapaciteta od 80% nominalnog naboja baterije  Blok baterija sastoji se od 22 Li-Ion baterija koje imaju ukupno 325 V. Dizajn MIEVa je dozvoljava izgradnju električnog automobila, ili hibridnog automobila koji koristi baterije kao jedan od dopunskih izvora energije bilo da je glavni izvor energije motor na unutrašnje sagorijevanje ili gorivna čelija.
Prema tvrdnjama Mitsubishija, motor u kotaču MIEVu davaju tri izrazite prednosti
1. Dozvoljava izvedbu pogona sa sva četii kotača bez prijenosa, diferencijalnih mehanizama, diferencijalnih zubčanika, osovina i složenih mehančkih dijelova.[13][14]
2. Prebacivanjem osnovnog motora u kotač oslobađa prostor u automobilu, dajući više slobode dizajnerima u stvaranju novih interijera
3. Prostor koje je oslobođeno s motorom u kotaču dozvoljava ugrađivanje još baterija, što pospješuje domet automobila.